# الحاير بسدير (المجمعة)
تم تأسيسها على يد حمد بن عثمان الحقيل
الحاير بسدير، هي قرية من فئة (ب) تقع في منطقة سدير ، والتابعة لمنطقة الرياض في السعودية. وتبعد الحاير بسدير عن محافظة المجمعة بمسافة تقارب (15) كم.